# Doratulina ochracea
Doratulina ochracea är en insektsart som beskrevs av Melichar 1914. Doratulina ochracea ingår i släktet Doratulina och familjen dvärgstritar. Inga underarter finns listade i Catalogue of Life.